# دللک‌لر
دللک‌لر (به لاتین: Dəlləklər) منطقه‌ای مسکونی در جمهوری آذربایجان است که در شهرستان یولاخ واقع شده است.